# Bezirk Mościska
Bezirk Mościska – dawny powiat (Bezirk) kraju koronnego Królestwo Galicji i Lodomerii, funkcjonujący w latach 1854–1867. Siedzibą starostwa było miasto Mościska.

## Historia
Bezirk Mościska utworzono w ramach reformy uwłaszczeniowej z okresu Wiosny Ludów (1848–1849), która likwidowała jurysdykcję właściciela ziemskiego nad poddanymi. W Galicji, dominium – jako podstawowa jednostka administracyjna i filar systemu feudalnego straciło rację bytu. Konieczne stało się zatem wprowadzenie nowego systemu administracyjnego, którego zręby powstały w latach 1851–1855. Nowy trójstopniowy podział administracyjny objął 21 cyrkułów (niem. Kreise), 179 małych powiatów (niem. Bezirke) i ponad 6000 gmin (niem. Gemeinde).
Bezirk Mościska objął obszar o wielkości 6,3 mil², zamieszkany był przez 30.034 ludzi i podzielony na 37 gmin katastralnych, w tym jedno miasto (Mościska) i jedno miasteczko (Krukienice). Wszedł w skład cyrkułu przemyskiego, jako jeden z jego dziewięciu powiatów. Powiat posiadał dwie eksklawy u jego południowej granicy: a) większą, obejmującą Jatwięgi, Kornice i Więckowice, oraz b) mniejszą, obejmującą samą Wolę Baraniecką.
Po nadaniu Galicji autonomii oraz powołaniu samorządu gminnego i powiatowego w 1865 zlikwidowano cyrkuły (Kreise). Dotychczasowe małe powiaty (Bezirke) w liczbie 179, utrzymały się do 1867 roku, kiedy to w następstwie kolejnej reformy administracyjnej (23 stycznia 1867) zostały zastąpione przez 74 większych powiatów. Obszar zniesionego Bezirk Mościska wszedł wtedy w skład nowych powiatów mościskiego, przemyskiego i samborskiego (vide podział w tabeli poniżej). 19 czerwca 1867 częściowo zmieniono granice tych powiatów.

## Podział administracyjny (1854)
| Lp. | Gmina jednostkowa                 | Powierzchnia | Ludność | Powiat w 1867 po zniesieniu |
| --- | --------------------------------- | ------------ | ------- | --------------------------- |
| 1   | Mościska (M)                      | 2589         | 2961    | mościski                    |
| 2   | Podgać                            | 306          | 350     | mościski                    |
| 3   | Czerniawa                         | 2823         | 1089    | mościski                    |
| 4   | Laszki Gościńcowe                 | 1648         | 1044    | mościski                    |
| 5   | Rzadkowice z Zakościelem          | 751          | 636     | mościski                    |
| 6   | Sokola                            | 4022         | 1397    | mościski                    |
| 7   | Balice                            | 3437         | 1315    | mościski                    |
| 8   | Hańkowice z Tułkowicami           | 960          | 435     | mościski                    |
| 9   | Hodynie                           | 969          | 692     | mościski                    |
| 10  | Jatwięgi                          | 764          | 270     | samborski                   |
| 11  | Koniuszki Nanowskie               | 435          | 212     | mościski                    |
| 12  | Krukienice (m)                    | 2921         | 1084    | mościski                    |
| 13  | Buchowice                         | 1395         | 634     | mościski                    |
| 14  | Czyszki                           | 823          | 296     | mościski                    |
| 15  | Kornice                           | 792          | 410     | samborski                   |
| 16  | Krysowice                         | 962          | 581     | mościski                    |
| 17  | Pakość                            | 716          | 340     | mościski                    |
| 18  | Radenice                          | 1996         | 865     | mościski                    |
| 19  | Strzelczyska                      | 1186         | 929     | mościski                    |
| 20  | Lacka Wola                        | 2823         | 1088    | mościski                    |
| 21  | Buców                             | 2237         | 972     | przemyski                   |
| 22  | Medyka z Chałupkami               | 3700         | 1397    | przemyski                   |
| 23  | Poździacz                         | 1254         | 563     | przemyski                   |
| 24  | Starzawa (ze Starzawą)            | 4376         | 1327    | mościski                    |
| 25  | Szechynie                         | 1725         | 843     | przemyski                   |
| 26  | Torki                             | 1801         | 853     | przemyski                   |
| 27  | Moczerady                         | 988          | 440     | mościski                    |
| 28  | Myślatycze z Brzowszczyzną        | 1311         | 488     | mościski                    |
| 29  | Ostrożec                          | 1103         | 489     | mościski                    |
| 30  | Pnikut                            | 2253         | 862     | mościski                    |
| 31  | Rudniki z Sułkowszczyzną i Zawadą | 2061         | 1682    | mościski                    |
| 32  | Rustweczko                        | 595          | 189     | mościski                    |
| 33  | Tamanowice                        | 858          | 391     | mościski                    |
| 34  | Lipniki                           | 1901         | 724     | mościski                    |
| 35  | Trzcieniec                        | 2282         | 1131    | mościski                    |
| 36  | Więckowice z Wolą                 | 1369         | 670     | samborski                   |
| 37  | Wola Baraniecka                   | 1240         | 385     | samborski                   |

Objaśnienie:
(M) = miasto; (m) = miasteczko